# فرنتس ماچوش
فرنتس ماچوش (مجاری: Ferenc Machos; ۳۰ ژوئن ۱۹۳۲ – ۳ دسامبر ۲۰۰۶) بازیکن فوتبال اهل مجارستان بود.
از باشگاه‌هایی که در آن بازی کرده‌است می‌توان به باشگاه ورزشی واشاش و باشگاه فوتبال بوداپست هونود اشاره کرد.
وی همچنین در تیم ملی فوتبال مجارستان بازی کرده‌است.